# Roger Ruud
Roger Ruud (Hurdal, 1º ottobre 1958) è un ex saltatore con gli sci norvegese.

## Biografia
Debuttò in campo internazionale in occasione della tappa del Torneo dei quattro trampolini di Oberstdorf del 30 dicembre 1976 (19°). Partecipò alla gara a squadre sperimentale ai Mondiali di Lahti 1978, nella quale il quartetto norvegese - composto anche da Rune Hauge, Tom Levorstad e Per Bergerud - si classificò terzo.
In Coppa del Mondo esordì il 30 dicembre 1979 a Oberstdorf (49°) e ottenne la prima vittoria, nonché primo podio, il 27 febbraio 1980 a Sankt Moritz.
In carriera prese parte a un'edizione dei Giochi olimpici invernali, Lake Placid 1980 (13° nel trampolino normale, 6° nel trampolino lungo), e a due dei Campionati mondiali (9° nel trampolino normale a Oslo 1982 il miglior risultato).

## Palmarès

### Coppa del Mondo
- Miglior piazzamento in classifica generale: 2º nel 1981
- 16 podi (tutti individuali):
  - 9 vittorie
  - 3 secondi posti
  - 4 terzi posti

#### Coppa del Mondo - vittorie
| Data             | Località               | Nazione        | Trampolino                |
| ---------------- | ---------------------- | -------------- | ------------------------- |
| 27 febbraio 1980 | Sankt Moritz           | Svizzera       | Olympiaschanze K94        |
| 10 gennaio 1981  | Harrachov              | Cecoslovacchia | Čerťák K120               |
| 11 gennaio 1981  | Liberec                | Cecoslovacchia | Ještěd K88                |
| 26 febbraio 1981 | Chamonix               | Francia        | Le Mont K95               |
| 28 febbraio 1981 | Saint-Nizier           | Francia        | Dauphine K112             |
| 15 marzo 1981    | Oslo                   | Norvegia       | Holmenkollen K105         |
| 20 dicembre 1981 | Cortina d'Ampezzo      | Italia         | Italia K92                |
| 1º gennaio 1982  | Garmisch-Partenkirchen | Germania Ovest | Große Olympiaschanze K107 |
| 8 gennaio 1985   | Cortina d'Ampezzo      | Italia         | Italia K92                |

#### Torneo dei quattro trampolini
- 3 podi di tappa[2]:
  - 1 vittorie
  - 2 terzi posti